# Шиловичи (Гродненская область)
Шиловичи (бел. Шылавічы) — агрогородок в Волковысском районе Гродненской области Белоруссии. Административный центр Шиловичского сельсовета. Население 656 человек (2009).

## География
Шиловичи находятся в 15 км к западу от Волковыска. Местные дороги соединяет посёлок с Волковыском, Большой Берестовицей, Мстибово и Верейками.

## История
Впервые Шиловичи упоминаются в XVI веке. В разные времена местность находилась во владении Крупских, Вольских, Веселовских. В 1511 году основан католический приход.
В 1600 году Кшиштоф Вольский выстроил здесь деревянный костёл. В 1642 году Кшиштоф Веселовский и его жена Александра передали местечко в собственность Гродненского монастыря бригиток.
В результате третьего раздела Речи Посполитой (1795) Шиловичи оказались в составе Российской империи, в Волковысском уезде. Состоянием на 1836 год в местечке было 13 дворов, действовал костёл. К 1914 году поселение имело статус села и насчитывало 36 дворов.
В 1907—1914 годах в местечке возведён кирпичный неоготический католический храм Святой Троицы.
По Рижскому мирному договору (1921 года) Шиловичи попали в состав межвоенной Польской Республики, принадлежали Волковысскому повету Белостокского воеводства.
В 1939 году Шиловичи вошли в состав БССР, с 12 октября 1940 года — центр сельсовета. Состоянием на 2004 год здесь было 240 дворов и 746 жителей. В 2009 году — 656 жителей.

## Достопримечательность
- Католический храм Святой Троицы